# 스테펀 앤드루스
스테펀 앤드루스(영어: Steffan Andrews, 1985년 7월 9일 ~ )는 캐나다의 작곡가이다. 마이 리틀 포니: 우정은 마법, 리틀리스트 펫샵 등에서 많은 곡을 작곡했다.

## 경력

### 애니메이션
- 리틀리스트 펫샵
- 마이 리틀 포니: 우정은 마법
- 말하는 강아지 마사
- 킹라이온 볼트론 포스
- 쿵푸 마구

### 게임
- 페이스브레이커 K.O. 파티